# Ławsk
Ławsk – wieś w Polsce położona w województwie podlaskim, w powiecie grajewskim, w gminie Wąsosz.
Prywatna wieś szlachecka Ławsko położona była w drugiej połowie XVI wieku w powiecie wąsoskim ziemi wiskiej województwa mazowieckiego.
W latach 1954–1968 wieś należała i była siedzibą władz gromady Ławsk, po jej zniesieniu w gromadzie Wąsosz. W latach 1975–1998 miejscowość administracyjnie należała do województwa łomżyńskiego.
W miejscowości znajduje się kościół, który jest siedzibą parafii NMP Częstochowskiej. W strukturze kościoła rzymskokatolickiego parafia należy do metropolii białostockiej, diecezji łomżyńskiej, dekanatu szczuczyńskiego.